# جاكوب فان هيمسكيرك
جاكوب فان هيمسركيرك (بالهولندية: Jacob van Heemskerck) (ولد في 3 مارس 1567 وتوفي في 25 أبريل 1607)، هو مستكشف وضابط بحري هولندي، اشتهر بانتصاره  على الإسبان في معركة جبل طارق، حيث لقي حتفه في تلك المعركة.